# Xà Phiên
Xà Phiên là một xã thuộc thành phố Cần Thơ, Việt Nam.

## Địa lý
Xã Xà Phiên có vị trí địa lý:
- Phía đông giáp phường Long Mỹ và phường Long Phú 1
- Phía tây giáp xã Lương Tâm
- Phía nam giáp phường Ngã Năm và tỉnh Cà Mau
- Phía bắc giáp xã Vĩnh Thuận Đông và xã Vĩnh Viễn.

Xã Xà Phiên có diện tích 100,48 km², dân số năm 2024 là 100,48 người, mật độ dân số đạt 459 người/km².

## Lịch sử
Ngày 20 tháng 9 năm 1975, Bộ Chính trị ban hành Nghị quyết số 245-NQ/TW về việc hợp nhất tỉnh Cần Thơ (ngoại trừ huyện Thốt Nốt), tỉnh Sóc Trăng, tỉnh Trà Vinh, tỉnh Vĩnh Long thành một tỉnh, tên gọi tỉnh mới cùng với nơi đặt tỉnh lỵ sẽ do địa phương đề nghị lên.
Ngày 20 tháng 12 năm 1975, Bộ Chính trị ban hành Nghị quyết số 19/NQ về việc hợp nhất tỉnh Cần Thơ (bao gồm cả huyện Thốt Nốt của tỉnh Long Xuyên), tỉnh Sóc Trăng thành một tỉnh mới, tên gọi tỉnh mới cùng với nơi đặt tỉnh lỵ sẽ do địa phương đề nghị lên.
Ngày 24 tháng 2 năm 1976, Chính phủ Cách mạng lâm thời Cộng hòa miền Nam Việt Nam ban hành Nghị định số 3/NQ/1976 về việc hợp nhất tỉnh Cần Thơ, tỉnh Sóc Trăng và thành phố Cần Thơ thành một tỉnh mới, lấy tên là tỉnh Hậu Giang.
Ngày 21 tháng 4 năm 1979, Hội đồng Chính phủ ban hành Quyết định số 174-CP về việc:
- Chia xã Thuận Hưng thuộc huyện Long Mỹ thành xã Thuận Hòa và xã Thuận Hưng.
- Sáp nhập ấp 8 của xã Thuận Hưng và ấp 9 của xã Long Trị cũ vào thị trấn Long Mỹ.

Ngày 15 tháng 9 năm 1981, Hội đồng Bộ trưởng ban hành Quyết định số 70-HĐBT về việc chia xã Xà Phiên thuộc huyện Long Mỹ thành xã Tân Thành và xã Xà Phiên.
Ngày 28 tháng 1 năm 1991, Ban Tổ chức của Chính phủ ban hành Quyết định số 36/QĐ-TCCP về việc:
- Sáp nhập xã xã Tân Thành vào xã Xà Phiên.
- Sáp nhập xã Thuận Hòa vào xã Thuận Hưng.

Ngày 26 tháng 12 năm 1991, Quốc hội ban hành Nghị quyết về việc chia tỉnh Hậu Giang thành tỉnh Cần Thơ và tỉnh Sóc Trăng.
Ngày 26 tháng 11 năm 2003, Quốc hội ban hành Nghị quyết số 22/2003/QH11 về việc chia tỉnh Cần Thơ thành thành phố Cần Thơ trực thuộc trung ương và tỉnh Hậu Giang.
Ngày 27 tháng 10 năm 2006, Chính phủ ban hành Nghị định số 124/2006/NĐ-CP về việc thành lập xã Thuận Hòa thuộc huyện Long Mỹ trên cơ sở điều chỉnh 2.700,77 ha diện tích tự nhiên và 11.065 nhân khẩu của xã Thuận Hưng.
Sau khi điều chỉnh địa giới hành chính, xã Thuận Hưng còn lại 2.170,89 ha diện tích tự nhiên và 8.097 nhân khẩu.
Ngày 15 tháng 5 năm 2015, Ủy ban Thường vụ Quốc hội ban hành Nghị quyết số 933/NQ-UBTVQH13 về việc:
- Thành lập thị xã Long Mỹ thuộc tỉnh Hậu Giang.
- Các xã Thuận Hòa, Thuận Hưng, Xà Phiên thuộc huyện Long Mỹ.

Ngày 29 tháng 1 năm 2019, UBND tỉnh Hậu Giang ban hành Quyết định số 196/QĐ-UBND về việc công nhận đô thị Xà Phiên đạt tiêu chuẩn đô thị loại V.
Tính đến ngày 31/12/2024:
- Xã Thuận Hòa có 5 ấp: 1, 2, 3, 4, 5.
- Xã Thuận Hưng có 7 ấp: 1, 4, 6, 7, 8, 9, 10.
- Xã Xà Phiên có 8 ấp: 1, 2, 3, 4, 5, 6, 7, 8.

Ngày 12 tháng 6 năm 2025, Quốc hội ban hành Nghị quyết số 202/2025/QH15 về việc sắp xếp đơn vị hành chính cấp tỉnh (nghị quyết có hiệu lực từ ngày 12 tháng 6 năm 2025). Theo đó, sáp nhập tỉnh Hậu Giang và tỉnh Sóc Trăng vào thành phố Cần Thơ.
Ngày 16 tháng 6 năm 2025:
- Quốc hội ban hành Nghị quyết số 203/2025/QH15[15] về việc Sửa đổi, bổ sung một số điều của Hiến pháp nước Cộng hòa xã hội chủ nghĩa Việt Nam. Theo đó, kết thúc hoạt động của đơn vị hành chính cấp huyện trong cả nước từ ngày 1 tháng 7 năm 2025.
- Ủy ban Thường vụ Quốc hội ban hành Nghị quyết số 1668/NQ-UBTVQH15[16] về việc sắp xếp các đơn vị hành chính cấp xã của thành phố Cần Thơ năm 2025 (nghị quyết có hiệu lực từ ngày 16 tháng 6 năm 2025). Theo đó, thành lập xã Xà Phiên thuộc thành phố Cần Thơ trên cơ sở toàn bộ 28,82 km² diện tích tự nhiên, quy mô dân số là 13.886 người của xã Thuận Hòa và toàn bộ 23,54 km² diện tích tự nhiên, quy mô dân số là 11.704 người của xã Thuận Hưng và toàn bộ 48,12 km² diện tích tự nhiên, quy mô dân số là 20.566 người của xã Xà Phiên thuộc huyện Long Mỹ, tỉnh Hậu Giang.

Xã Xà Phiên có 100,48 km² diện tích tự nhiên và quy mô dân số là 46.156 người.